# Rica de Oro und Rica de Plata

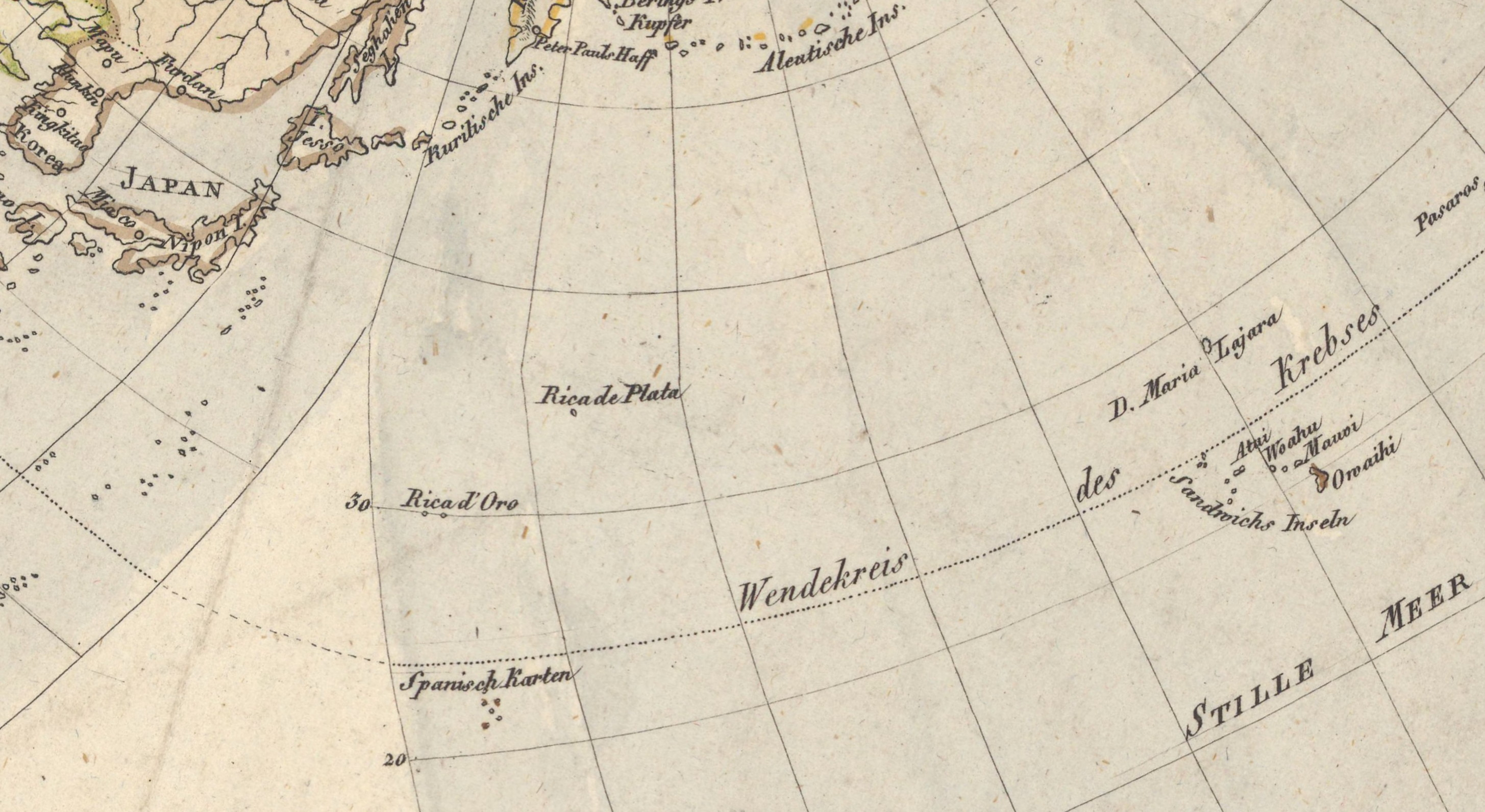
Die Phantominseln Rica d’Oro und Rica de Plata auf einer Weltkarte von 1811 zwischen Japan und Hawaii (Sandwich-Inseln)

Rica de Oro und die Schwesterinsel Rica de Plata (andere Schreibweise: Roca oder Rocca de Oro und Roca de Plata) sind zwei Phantominseln im nördlichen Pazifischen Ozean. Ihre Namen lassen sich aus dem Spanischen übersetzen als „Reich an Gold“ und „Reich an Silber“, sodass sie in der Literatur auch als Gold- und Silberinseln auftauchen.
In der zweiten Hälfte des 16. Jahrhunderts gab es einen regelmäßigen Schiffsverkehr zwischen Acapulco im Vizekönigreich Neuspanien und Manila. Die spanischen Galeonen transportierten Silber aus Mittelamerika zu den Philippinen und kamen mit wertvollen Handelswaren, zum Beispiel Seide und Porzellan aus China, nach Mexiko zurück. Die Rückroute dieser jährlichen Manila-Galeonen führte von Manila über Guam zur kalifornischen Küste und weiter die amerikanische Westküste entlang nach Acapulco. Da diese Fahrt wegen problematischer Wind- und Wetterverhältnisse und der Piratenüberfälle gefährlich war, wünschten sich die Kapitäne eine Zwischenstation, die sie im Notfall anlaufen konnten. Das isolierte Japan kam nicht in Betracht, da die Shogune nur die Landung ausgewählter portugiesischer Schiffe zuließen (siehe → Epoche des Namban-Handels). Als mögliche Häfen kamen daher nur die Inseln Rica de Oro und Rica de Plata in Frage, die, so hieß es in den Legenden, die in Manila kursierten, östlich von Japan liegen sollten.

## Ursprung der Legende
Die Urheberschaft dieses Gerüchtes ist nicht genau nachzuvollziehen, möglicherweise stammt es von dem spanischen Kapitän und Kartografen Francisco Gali (* 1539 in Sevilla – † 1586 in Manila).:1 Gali hat dreimal den Pazifik überquert: 1583 von Acapulco nach Manila, 1584 von Macau nach Acapulco und 1585 erneut von Acapulco nach Manila, wo er 1586 starb. Doch die Fama von den Gold- und Silberinseln gab es bereits in der Antike. Plinius der Ältere erwähnt in seiner Naturgeschichte (Buch 6, Kapitel 23) die Legende von zwei Inseln mit Namen Chryse und Argyre, unweit der Mündung des Indus vor Indien, deren Boden aus Gold und Silber bestehen soll. Plinius blieb jedoch skeptisch:

„Vorher jedoch berühren wir noch einige Inseln als Patale, von der wir gesagt  haben, dass sie  an der Mündung des Indus liege. Sie hat eine dreieckige Gestalt und 220,000 Schritte in der  Breite. Ausserhalb derselben liegen Chryse und Argyre, beide, wie ich glaube, ergiebig an Metallen; denn was Andere erzählen, dass ihr Boden ganz aus Gold und Silber bestehe, möchte ich bezweifeln.“

Die umfangreiche, aus 37 Bänden bestehende Enzyklopädie von Plinius wurde bis in die Neuzeit vielfach nachgedruckt und rezipiert. Isidor von Sevilla (ca. 560 bis 636) übernimmt die Mär vom Gold- und Silberreichtum der Inseln in seiner Etymologiae ungeprüft:

„Chryse et Argyre insulae in Indico Oceano sitae, adeo fecundae copia metallorum ut plerique eas auream superficiem et argenteam habere prodiderint; unde et vocabula sortitae sunt.
Die im Indischen Ozean gelegenen Inseln Chryse und Argyre sind so reich an Metallen, dass die meisten von ihnen eine Oberfläche aus Gold und Silber haben sollen; woher auch ihre Namen stammen.“

Die Karte des Pazifiks des Abraham Ortelius von 1589 mit dem Titel: Maris Pacifici, quod vulgo Mar del Zur, cum regionibus circumiacentibus, insulisque in eodem passim sparsis, novissima descriptio, zeigt die recht große Insel Rica de Plata nördlich von Japan, unmittelbar vor der Küste Chinas, mit dem Zusatz: „Argyra hec forte antiquorum“ (vielleicht das Argyra [oder Argyre] der Alten).

## Suche der Spanier
1587 lief Pedro de Unamuno mit der Galeone Nuestra Señora de la Esperanza von Manila aus, um eine profitable Route für die Pazifiküberquerung zu erkunden und die Inseln Rica de Oro und Rica de Plata sowie Las Islas del Armenio (ebenfalls Phantominseln) zu finden. Er erreichte zwar die kalifornische Küste, fand die gesuchten Inseln jedoch nicht und kam zu dem Schluss, dass sie nicht existieren.:1–4
Das Problem für die Entdecker war, dass man nicht genau wusste, wo die sagenhaften Inseln liegen sollten, da noch niemand sie betreten hatte. Die Seefahrer waren bis zur Erfindung des Sextanten im 18. Jahrhundert nur ungenügend in der Lage, die geographische Breite zu bestimmen, und konnten bis zur Konstruktion zuverlässiger Uhren die geographische Länge anhand der Etmale nur schätzen. Der allgemeinen Überzeugung zufolge sollten sich die Inseln zwischen 34° und 35° nördlicher Breite befinden, östlich oder nordöstlich des Japanischen Archipels. Der spanische Geograf, Mathematiker und Astronom Hernando de los Ríos Coronel (* 1559; † 1621) verortete sie 150 Leguas (rund 800 km) östlich von Japan zwischen 29° und 33° nördlicher Breite. Er gab vor, die Inseln auf einer Fahrt von Manila nach Neuspanien selbst gesehen zu haben, und behauptete, die Insel Rica de Plata habe 100 Leguas (ca. 550 km) Umfang und sei bewohnt, weil er Anzeichen von Siedlungen gesehen habe.:233 und 236

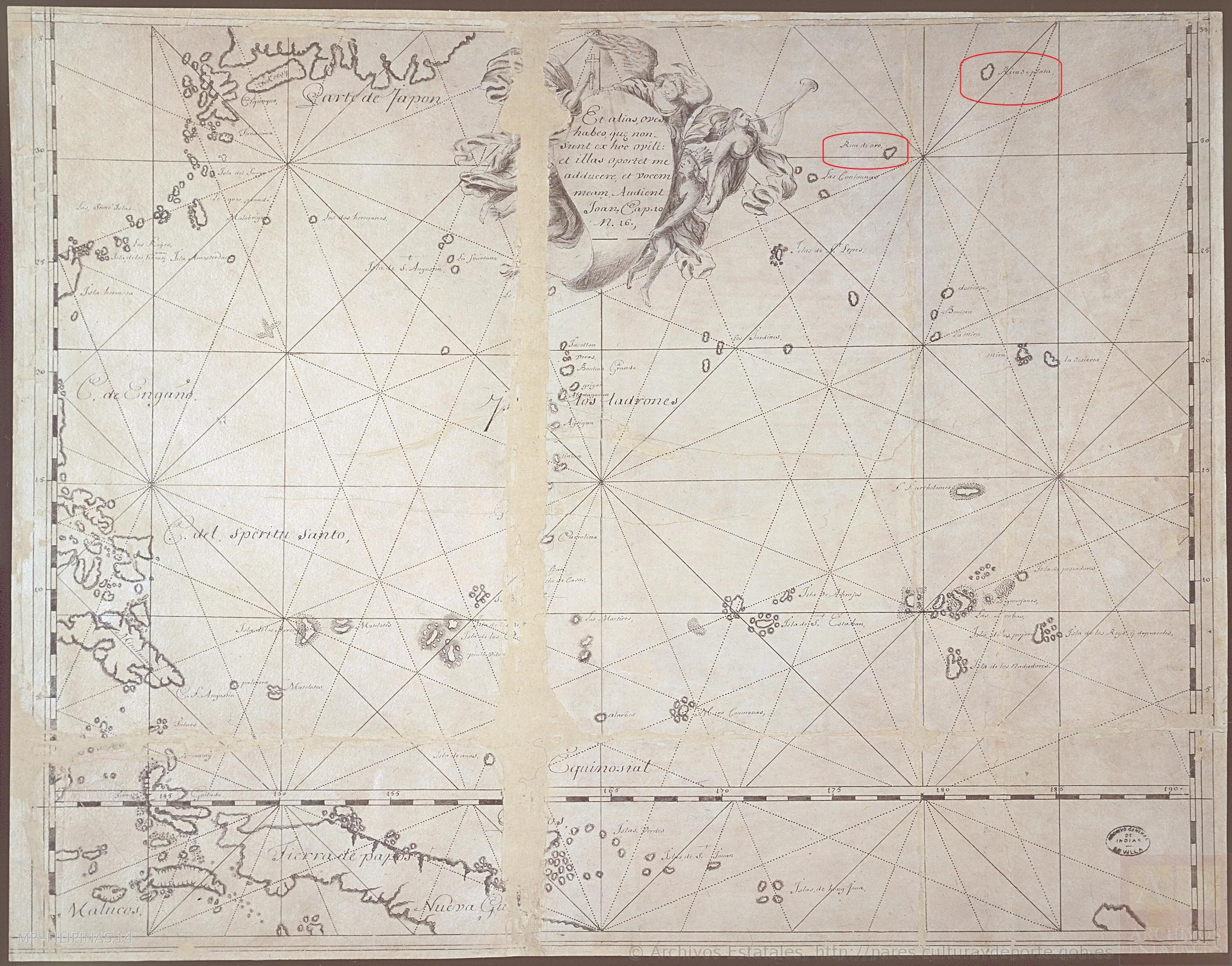
Miguel de Elloriaga: Mapa de las Islas Palaos, 1709 (?)

Der spanische Entdecker, Soldat und Diplomat Sebastián Vizcaíno reiste 1611 als Gesandter des Vizekönigs von Neuspanien nach Japan. Von dort aus versuchte er 1612, die Inseln Rica de Oro und Rica de Plata östlich von Japan aufzufinden. Er kreuzte mit seinem Schiff San Francisco mehr als einen Monat in dem Seegebiet, das Hernando de los Rios als die Lage der sagenhaften Inseln angegeben hatte. Dabei sah er Seevögel und Meeresschildkröten, die er als Anzeichen für die Nähe von Land deutete. Extremes Schlechtwetter und eine Meuterei der Besatzung zwangen ihn schließlich zur Rückkehr nach Japan, obwohl er der Meinung war, dass er, wäre er nur ein paar Leguas weiter südlich gesegelt, die Inseln gefunden hätte.:235 Vizcaínos Reise war der letzte Versuch der Spanier, die sagenhaften Inseln zu finden.

## Suche der Niederländer
In der ersten Hälfte des 17. Jahrhunderts expandierte das niederländische Handelsimperium auf der Suche nach Gewürzen in den Pazifik hinein. Antonio van Diemen, der Generalgouverneur von Niederländisch-Indien, war von der Existenz der Inseln Rica de Oro und Rica de Plata überzeugt, denn der Kaufmann Willem Verstegen hatte verbreitet, in Japan erzähle man sich von den Gold- und Silberinseln. Rica de Plata, die größere von ihnen, sei hügelig und von hellhäutigen, sehr gastfreundlichen Eingeborenen bewohnt. Gold und Silber seien dort so gewöhnliche Metalle, dass man sie am Strand auflesen könne, und die Insulaner würden ihr Essen in goldenen und silbernen Töpfen und Pfannen kochen.
Im Juni 1639 entsandte van Diemen die Kapitäne der Niederländischen Ostindien-Kompanie (VOC), Abel Tasman und Matthys Hendricksz Quast, mit den Schiffen De Engel und De Gracht in den Nordwest-Pazifik, um Rica de Oro und Rica de Plata aufzuspüren. Die detaillierten Instruktionen, die den Kapitänen mitgegeben wurden, befahlen: „längs der Ostküste von Japan bis zu 34 ½ N. Br. [zu segeln], in welcher Parallele die angeblich in einer Entfernung von 400 geographischen Meilen im Osten von Japan gelegenen Gold- und Silber-Inseln aufzusuchen waren“. Die Suche östlich von Japan war vergeblich. Sie entdeckten auf dieser Reise jedoch die Bonininseln für Europa, die auf älteren Karten auch als „Quast Eylanden“ eingezeichnet sind.
Obwohl Tasmans Suche erfolglos war, entsandten die Niederländer 1643 eine weitere Expedition unter Maarten Gerritszoon de Vries mit dem Schiff Castricum und Hendrick Cornelisz Schaep (* 1611; † 1647) mit der Breskens. Sie entdeckten zwar die Daitō-Inseln, die sie „Breskens-Eylant“ nannten, und erreichten schließlich Sachalin, aber die Gold- und Silberinseln fanden sie nicht.:237
Der deutsche Forschungsreisende Engelbert Kaempfer, der von 1690 bis 1692 auf Dejima für die VOC als Arzt tätig war, berichtete, er habe von zwei Inseln namens Kinsima (Goldinsel) und Ginsima (Silberinsel) gehört, die ungefähr 150 Meilen östlich oder nordöstlich von Honshū liegen sollten. Den Japanern waren die Bemühungen der Spanier, die Inseln zu finden, sehr wohl bekannt, sodass die in Japan verbreiteten und von Kaempfer aufgenommenen Gerüchte möglicherweise nur eine ungenaue Wiedergabe der unter Seeleuten kursierenden Legenden von den Gold- und Silberinseln waren.
Obwohl – oder gerade weil – die Niederländer und die Spanier die offizielle Suche nach den sagenumwobenen Inseln aufgegeben hatten, wurden die Legenden um die Gold- und Silberinseln immer phantastischer. Sie wurden sogar mit den Inseln des sagenhaft reichen Königs Salomo gleichgesetzt. Es hieß, ein Sturm habe eine Galeone an das Ufer der Insel Rica de Oro geworfen. Die Mannschaft habe das Schiff reparieren können und den Herd mit gewöhnlicher Erde von der Goldinsel neu aufgebaut. Bei der Ankunft in Acapulco habe man dann bemerkt, dass die Hitze des Ofens eine Menge Gold aus der Erde ausgeschmolzen habe.:238 Seeleute hielten daher auch weiterhin nach Rica de Oro und Rica de Plata Ausschau.

## Suche der Franzosen

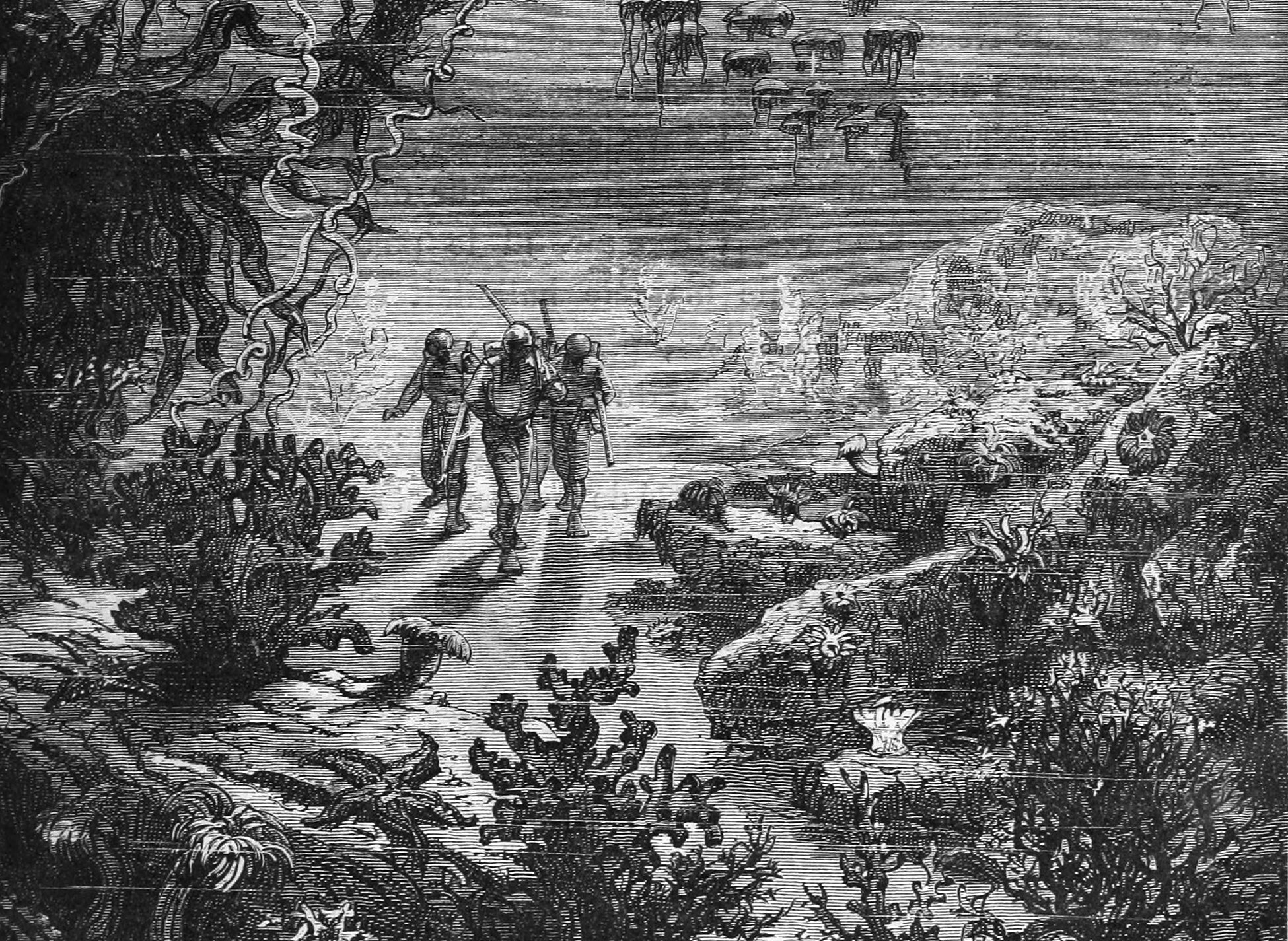
Illustration aus dem Roman 20.000 Meilen unter dem Meer von Jules Verne: Unterwasserjagd vor Crespo

Der französische Kapitän und Geograf Jean-François de La Pérouse machte sich im Juni 1785 mit den beiden Fregatten La Boussole und L’Astrolabe auf Befehl von König Ludwig XVI. zu einer Weltumsegelung auf. La Pérouse hatte von der französischen Admiralität detaillierte Instruktionen für seine Reise erhalten.
Dort hieß es:
„Nun wird er im 37 ½ ° N. B. und im 180° O. Länge hinsegeln, und dann seinen Lauf nach Westen nehmen, um ein Land oder eine Insel zu suchen, die im Jahre 1610 von den Spaniern entdeckt seyn soll, und dieses Nachsuchen muß er bis zu 165° O. L. fortsetzen.
Fußnote: Die Existenz dieser Insel beruht bloß auf einer Note in den philosophischen Transactionen von 1674 Nro. 109 S. 201. Hier heißt es: in der Südsee 37 ½ ° N. Br. und etwa 28° der Länge liegt ostwärts von Japan eine hohe große Insel. Sie ist von schönen weissen Leuten bewohnt, welche gefällig und civilisirt sind, auch Gold und Silber in Menge besitzen. Dies hat vor einiger Zeit ein spanisches Schiff berichtet, das von Manilla nach Neuspanien segelte.“
La Perouse erreichte den angegebenen Breitengrad am 14. September 1787, den die Schiffe dann bei klarem Wetter absegelten. Der Ausguck beider Schiffe war besetzt und der Mannschaft war eine Belohnung für den ersten Matrosen versprochen worden, der die Inseln meldete. Doch es konnte kein Land gesichtet werden, obwohl man mehrere Kormorane sah, die „sich fast nie vom Ufer entfernen“, wie La Perouse schrieb. Nach vier Tagen beendete er am 18. September 1787 seine Suche.
Kapitän Crespo von der Galeone El Rey Cárlos behauptete, er habe am 15. Oktober 1801 Rica de Plata gesichtet. Die Insel war daher in mehreren Karten auch als „Crespo“ eingetragen.:105 Jules Verne verarbeitete diese Entdeckung in seinem 1869/70 erschienenen Roman 20.000 Meilen unter dem Meer. Das Buch, ein früher technisch-wissenschaftlicher Science-Fiction-Roman, schildert, wie Kapitän Nemo und Professor Aronax sich auf die Unterwasserjagd in den „unterseeischen Wäldern“ der Insel Crespo begeben, die „ganz verloren mitten im Pazifik“ liegen soll.

## Darstellung in Karten und Navigationshandbüchern
Die Inseln Rica de Oro und Rica de Plata waren bis zum Ende des 19. Jahrhunderts in zahlreichen Karten verzeichnet. Hier nur zwei Beispiele:
- Stielers Handatlas No. 75, Herausgeber: A. Petermann, 1891
- Émile de Harven: La Nouvelle Zelande, Veuve de Backer, Anvers 1883

Allerdings gab es auch andere Geographen, die mehr und mehr an deren Existenz zweifelten. In James Hingston Tuckeys statistischem Verzeichnis der Küsten und Inseln von 1815 heißt es:
„Rica del Oro und Rica de Plata, die Gold- und Silberinseln, sind, falls sie existieren, in den Karten in diesen Regionen platziert und verdanken ihre Namen den japanischen Fabeln.“
Im November 1875 revidierte der Hydrograf Captain Frederick Evans (* 1815; † 1885) die British Admiralty Chart 2683, die Seekarte der Royal Navy für den Pazifischen Ozean. Dieser Berichtigung fielen mehr als einhundert zweifelhafte Inseln zum Opfer, die auf den nach 1875 herausgegebenen Seekarten der Admiralität nicht mehr erschienen. Darunter waren auch Rica de Oro und Rica de Plata.
Reynolds List of Reported Dangers in the North Pacific Ocean von 1891 drückt sich noch vorsichtig aus und beschreibt Rica de Oro als „nicht existent auf der kartierten Position“ (Non-existence in charted position).
Im 20. Jahrhundert verschwanden die Gold- und Silberinseln endgültig aus den Atlanten und Seekarten. Der Historiker Eric W. Dahlgren war Anfang des 20. Jahrhunderts der Meinung, dass die Berichte über Rica de Oro und Rica de Plata lediglich eine verzerrte Darstellung der ursprünglichen portugiesischen Entdeckung Japans gewesen seien.